# We are Lady Parts
We Are Lady Parts és una sèrie de televisió britànica creada, escrita i dirigida per Nida Manzoor. La sèrie segueix una banda homònima britànica de punk rock formada completament per dones musulmanes.
Després d'emetre com a pilot el 21 de desembre de 2018 a Channel 4, es va encarregar una sèrie de sis episodis; que es va estrenar el 20 de maig de 2021. La sèrie ha estat nominat per a premis que inclouen dos premis als Gotham Awards i un premi Rose d'Or. El novembre de 2021, la creadora Nida Manzoor va rebre el premi Rose D'Or Emerging Talent pel seu treball al programa. Ha estat subtitulada al català.

## Repartiment
- Anjana Vasan com a Amina, una estudiant de doctorat en microbiologia que és el nou guitarrista principal de Lady Parts
- Sarah Kameela Impey com a Saira, líder de Lady Parts, cantant principal i guitarrista rítmica
- Juliette Motamed com a Ayesha, la bateria de Lady Parts
- Faith Omole com a Bisma, el baixista de Lady Parts
- Lucie Shorthouse com a Momtaz, gerent de Lady Parts
- Aiysha Hart com a Noor, la millor amiga d'Amina[6]
- Zaqi Ismail com a Ahsan, el germà d'Ayesha i l'enamorat d'Amina
- David Avery com a Abdullah, el xicot de Saira
- Shobu Kapoor com a Seema, la mare de l'Amina
- Sofia Barclay com a Zarina, influencer i editora de cultura de revistes

## Capítols
| Temporada | Temporada | Episodis | Episodis | Dates d’emissió        | Dates d’emissió        |
| Temporada | Temporada | Episodis | Episodis | Primera emissió        | Última emissió         |
| --------- | --------- | -------- | -------- | ---------------------- | ---------------------- |
|           | Pilot     | Pilot    | Pilot    | 21 de desembre de 2018 | 21 de desembre de 2018 |
|           | 1         | 6        | 6        | 20 de maig de 2021     | 24 de juny de 2021     |

### Pilot (2018)
| Núm. total | Núm. de la temporada | Títol        | Direcció     | Guió         | Data d'emissió original | Espectadors U.K. (milions) |
| ---------- | -------------------- | ------------ | ------------ | ------------ | ----------------------- | -------------------------- |
| 1          | 1                    | «Lady Parts» | Nida Manzoor | Nida Manzoor | 21 de desembre de 2018  | Sense determinar           |

### Temporada 1 (2021)
| Núm. total | Núm. de la temporada | Títol                     | Direcció     | Guió         | Data d'emissió original | Espectadors U.K. (milions) |
| ---------- | -------------------- | ------------------------- | ------------ | ------------ | ----------------------- | -------------------------- |
| 2          | 1                    | «Play Something»          | Nida Manzoor | Nida Manzoor | 20 de maig de 2021      | Sense determinar           |
| 3          | 2                    | «Potential Future Spouse» | Nida Manzoor | Nida Manzoor | 27 de maig de 2021      | Sense determinar           |
| 4          | 3                    | «Earth Natives»           | Nida Manzoor | Nida Manzoor | 3 de juny de 2021       | Sense determinar           |
| 5          | 4                    | «Godzilla»                | Nida Manzoor | Nida Manzoor | 10 de juny de 2021      | Sense determinar           |
| 6          | 5                    | «Represent»               | Nida Manzoor | Nida Manzoor | 17 de juny de 2021      | Sense determinar           |
| 7          | 6                    | «Sparta»                  | Nida Manzoor | Nida Manzoor | 24 de juny de 2021      | Sense determinar           |